# 阿沙 (元朝)
阿沙（?—?），唐兀氏（党项人）肃州人，元朝官员。
父亲举立沙，西夏末年以城投降成吉思汗。他因为父亲的功劳担任肃州路也可达鲁花赤。元宪宗赐给他虎符，元世祖时担任昭武大将军。任甘肃等处宣慰使，统领唐兀军。中统二年（1261年），忽必烈命他在甘肃等处赈济贫民。